# Josef Bernhard Pelzel
Joseph Bernhard Pelzel (* 19. August 1745 in Reichenau an der Knieschna, Königgrätzer Kreis, Böhmen; † 23. November 1804 in Wien) war ein österreichischer Schriftsteller und Beamter.

## Leben
Pelzels Familie war tschechischer Abstammung; noch sein Großvater schrieb sich Kožišek (zu deutsch etwa Ziegenfellchen, Pelzlein), woraus in der Verdeutschung Pelzel entstand. Er war ein Bruder des Historikers Franz Martin Pelzel.
Joseph Bernhard war zunächst Sekretär bei dem Grafen Cobenzl, wurde dann kaiserlicher Beamter bei der k. k. Bancogefälls-Administration, zuletzt Expeditor beim Zollamt in Wien.
Er schrieb Theaterstücke, mitunter ohne Angabe seines Namens.

## Stücke
- Apolls Gericht, oder das bestrafte Vorurtheil Vindebonens. Ein allegorisches Drama in einem Akte von einem Wiener. Wien: Kurzböck 1769.
- Die bedrängten Waisen. Ein Schauspiel in fünf Handlungen. Wien: Kurtzböck 1769 Digitalisat
- Die Hausplage. Ein Lustspiel in fünf Handlungen. Wien: Trattner 1770 Digitalisat
- Yariko. Ein Trauerspiel in einer Handlung. UA 19. August 1771 in Wien (Digitalisat Wien 1770, Digitalisat Wien 1776)
- Die lustigen Abentheuer an der Wienn, ein Lustspiel. UA 25. Juli 1772 in Wien (Digitalisat); Das Stück ist eine Bearbeitung von Shakespeares The Merry Wives of Windsor  (Lustigen Weiber von Windsor)
- Das gerächte Troja, ein Trauerspiel. Wien 1780 Digitalisat
- Hedwigis von Westenwang oder Die Belagerung von Wien, ein Trauerspiel in fünf Aufzügen. Wien 1780 Digitalisat